# Campionato mondiale di hockey su ghiaccio 1969
Il 36º Campionato mondiale di hockey su ghiaccio, valido anche come 47º campionato europeo di hockey su ghiaccio, si tenne nel periodo fra il 15 e il 30 marzo 1969 in Svezia, nella città di Stoccolma. La capitale scandinava aveva già ospitato il campionato mondiale in tre diverse occasioni, nel 1949, nel 1954 e nel 1963. In origine l'evento si sarebbe dovuto svolgere in Cecoslovacchia, tuttavia la candidatura fu ritirata in seguito ai fatti della primavera di Praga e l'occupazione da parte dell'Unione Sovietica avvenute nel 1968. Per la prima volta i gruppi B e C si disputarono in una nazione differente; infatti si giocarono in Jugoslavia a Lubiana e a Skopje.
All'edizione del 1969 si iscrissero 20 nazionali suddivise nei tre gruppi A, B e C. Il Gruppo A vide ridursi il numero di formazioni da otto a sei riformando il torneo con un doppio girone all'italiana per un totale di dieci partite. Fu permesso per la prima volta il body-checking in tutte le aree della pista da hockey. Il torneo fu vinto per la settima volta dall'Unione Sovietica grazie alla migliore differenza reti su Svezia e Cecoslovacchia, quest'ultima capace di sconfiggere per due volte i futuri campioni. Furono retrocessi gli Stati Uniti, sostituiti dalla Germania Est vincitrice del Gruppo B. A partire da quest'anno iniziarono ad essere promosse e retrocesse due formazioni fra i gruppi B e C, pratica che durò fino al campionato mondiale del 1987.

## Campionato mondiale Gruppo A

### Girone finale
| Stoccolma 15 marzo 1969, ore 10:00 | Cecoslovacchia | 6 – 1 (1-0; 2-1; 3-0) | Canada | Johanneshovs isstadion (6.440 spett.) |

| Stoccolma 15 marzo 1969, ore 14:00 | Svezia | 6 – 3 (3-1; 1-1; 2-1) | Finlandia | Johanneshovs isstadion (4.368 spett.) |

| Stoccolma 15 marzo 1969, ore 18:00 | Unione Sovietica | 17 – 2 (3-0; 11-0; 3-2) | Stati Uniti | Johanneshovs isstadion (2.237 spett.) |

| Stoccolma 16 marzo 1969, ore 12:00 | Canada | 5 – 1 (1-1; 1-0; 3-0) | Finlandia | Johanneshovs isstadion (5.596 spett.) |

| Stoccolma 16 marzo 1969, ore 16:00 | Svezia | 2 – 4 (2-1; 0-1; 0-2) | Unione Sovietica | Johanneshovs isstadion (10.014 spett.) |

| Stoccolma 16 marzo 1969, ore 20:00 | Cecoslovacchia | 8 – 3 (2-1; 4-2; 2-0) | Stati Uniti | Johanneshovs isstadion (1.791 spett.) |

| Stoccolma 18 marzo 1969, ore 12:00 | Cecoslovacchia | 7 – 4 (4-1; 3-1; 0-2) | Finlandia | Johanneshovs isstadion (6.771 spett.) |

| Stoccolma 18 marzo 1969, ore 16:00 | Svezia | 8 – 2 (1-2; 3-0; 4-0) | Stati Uniti | Johanneshovs isstadion (7.887 spett.) |

| Stoccolma 18 marzo 1969, ore 20:00 | Unione Sovietica | 7 – 1 (5-1; 2-0; 0-0) | Canada | Johanneshovs isstadion (10.177 spett.) |

| Stoccolma 19 marzo 1969, ore 16:00 | Unione Sovietica | 6 – 1 (3-0; 1-0; 2-1) | Finlandia | Johanneshovs isstadion (3.349 spett.) |

| Stoccolma 19 marzo 1969, ore 20:00 | Cecoslovacchia | 0 – 2 (0-1; 0-0; 0-1) | Svezia | Johanneshovs isstadion (7.840 spett.) |

| Stoccolma 20 marzo 1969, ore 19:00 | Canada | 5 – 0 (1-0; 0-0; 4-0) | Stati Uniti | Johanneshovs isstadion (2.055 spett.) |

| Stoccolma 21 marzo 1969, ore 16:00 | Svezia | 5 – 1 (1-1; 3-0; 1-0) | Canada | Johanneshovs isstadion (9.916 spett.) |

| Stoccolma 21 marzo 1969, ore 20:00 | Cecoslovacchia | 2 – 0 (0-0; 1-0; 1-0) | Unione Sovietica | Johanneshovs isstadion (7.957 spett.) |

| Stoccolma 22 marzo 1969, ore 16:00 | Finlandia | 4 – 3 (1-1; 1-0; 2-2) | Stati Uniti | Johanneshovs isstadion (3.341 spett.) |

| Stoccolma 23 marzo 1969, ore 12:00 | Stati Uniti | 4 – 8 (1-3; 1-2; 2-3) | Unione Sovietica | Johanneshovs isstadion (3.341 spett.) |

| Stoccolma 23 marzo 1969, ore 16:00 | Svezia | 5 – 0 (2-0; 2-0; 1-0) | Finlandia | Johanneshovs isstadion (9.980 spett.) |

| Stoccolma 23 marzo 1969, ore 20:00 | Cecoslovacchia | 3 – 2 (1-1; 1-0; 1-1) | Canada | Johanneshovs isstadion (6.619 spett.) |

| Stoccolma 24 marzo 1969, ore 19:00 | Svezia | 2 – 3 (1-1; 1-1; 0-1) | Unione Sovietica | Johanneshovs isstadion (9.942 spett.) |

| Stoccolma 25 marzo 1969, ore 16:00 | Cecoslovacchia | 4 – 2 (2-2; 1-0; 1-0) | Finlandia | Johanneshovs isstadion (3.893 spett.) |

| Stoccolma 25 marzo 1969, ore 20:00 | Stati Uniti | 0 – 1 (0-1; 0-0; 0-0) | Canada | Johanneshovs isstadion (2.180 spett.) |

| Stoccolma 26 marzo 1969, ore 16:00 | Finlandia | 3 – 7 (0-1; 1-4; 2-2) | Unione Sovietica | Johanneshovs isstadion (4.414 spett.) |

| Stoccolma 26 marzo 1969, ore 20:00 | Cecoslovacchia | 6 – 2 (2-0; 2-1; 2-1) | Stati Uniti | Johanneshovs isstadion (2.435 spett.) |

| Stoccolma 27 marzo 1969, ore 19:00 | Svezia | 4 – 2 (1-0; 0-2; 3-0) | Canada | Johanneshovs isstadion (9.954 spett.) |

| Stoccolma 28 marzo 1969, ore 19:00 | Cecoslovacchia | 4 – 3 (2-0; 0-2; 2-1) | Unione Sovietica | Johanneshovs isstadion (10.114 spett.) |

| Stoccolma 29 marzo 1969, ore 12:00 | Finlandia | 1 – 6 (0-3; 1-2; 0-1) | Canada | Johanneshovs isstadion (6.280 spett.) |

| Stoccolma 29 marzo 1969, ore 16:00 | Svezia | 10 – 4 (6-2; 1-1; 3-1) | Stati Uniti | Johanneshovs isstadion (9.813 spett.) |

| Stoccolma 30 marzo 1969, ore 10:00 | Stati Uniti | 3 – 7 (1-1; 0-5; 2-1) | Finlandia | Johanneshovs isstadion (5.605 spett.) |

| Stoccolma 30 marzo 1969, ore 14:00 | Cecoslovacchia | 0 – 1 (0-1; 0-0; 0-0) | Svezia | Johanneshovs isstadion (10.094 spett.) |

| Stoccolma 30 marzo 1969, ore 18:00 | Canada | 2 – 4 (1-1; 0-1; 1-2) | Unione Sovietica | Johanneshovs isstadion (9.990 spett.) |

| Pos. |                  | PG | V | N | P  | GF | GS | DR  | Pt |
| 1.   | Unione Sovietica | 10 | 8 | 0 | 2  | 59 | 23 | +36 | 16 |
| 2.   | Svezia           | 10 | 8 | 0 | 2  | 45 | 19 | +26 | 16 |
| 3.   | Cecoslovacchia   | 10 | 8 | 0 | 2  | 40 | 20 | +20 | 16 |
| 4.   | Canada           | 10 | 4 | 0 | 6  | 26 | 31 | -5  | 8  |
| 5.   | Finlandia        | 10 | 2 | 0 | 8  | 26 | 52 | -26 | 4  |
| 6.   | Stati Uniti      | 10 | 0 | 0 | 10 | 23 | 74 | -51 | 0  |

### Graduatoria finale
| Pos | Squadra          |
| --- | ---------------- |
|     | Unione Sovietica |
|     | Svezia           |
|     | Cecoslovacchia   |
| 4   | Canada           |
| 5   | Finlandia        |
| 6   | Stati Uniti      |

| Promossa nel Gruppo A:   | Germania Est |
| Retrocessi nel Gruppo B: | Stati Uniti  |

| Campione del mondo di hockey su ghiaccio 1969 |
| Unione Sovietica 9º titolo                    |

| Pos | Squadra          | Formazione |
| --- | ---------------- | --- |
|     | Unione Sovietica | Viktor Zinger, Viktor Pučkov, Vitalij Davydov, Igor' Romiševskij, Aleksandr Ragulin, Vladimir Lutčenko, Evgenij Palad'ev, Viktor Kuz'kin, Evgenij Zimin, Vjačeslav Staršinov, Aleksandr Jakušev, Vladimir Vikulov, Aleksandr Mal'cev, Anatolij Firsov, Boris Michajlov, Vladimir Petrov, Valerij Charlamov, Vladimir Jurzinov, Evgenij Mišakov |
|     | Svezia           | Leif Holmqvist, Gunnar Bäckman, Arne Carlsson, Nils Johansson, Kjell-Rune Milton, Bert-Ola Nordlander, Lars-Erik Sjöberg, Lennart Svedberg, Mats Hysing, Stig-Göran Johansson, Stefan Karlsson, Tord Lundström, Lars-Göran Nilsson, Roger Olsson, Björn Palmqvist, Ulf Sterner, Dick Yderström                                                 |
|     | Cecoslovacchia   | Vladimír Dzurilla, Miroslav Lacký, Jan Suchý, Josef Horešovský, Oldřich Machač, František Pospíšil, Vladimír Bednář, František Ševčík, Jozef Golonka, Jaroslav Jiřík, Jan Hrbatý, Jaroslav Holík, Jiří Holík, Richard Farda, Václav Nedomanský, Josef Černý, Jan Klapáč, Jan Havel, Josef Augusta                                              |

### Riconoscimenti
Riconoscimenti individuali
| Premio             | Giocatore      |
| ------------------ | -------------- |
| Miglior portiere   | Leif Holmqvist |
| Miglior difensore  | Jan Suchý      |
| Miglior attaccante | Ulf Sterner    |

All-Star Team
| Attacco:  | Anatolij Firsov - Ulf Sterner - Václav Nedomanský |
| Difesa:   | Lennart Svedberg - Jan Suchý                      |
| Portiere: | Vladimír Dzurilla                                 |

### Campionato europeo
Il torneo fu valido anche per il 47º campionato europeo. Il titolo continentale fu assegnato secondo una classifica che teneva conto solo degli scontri tra le squadre europee nel campionato mondiale; la vittoria andò per la tredicesima volta all'Unione Sovietica, vincitrice del titolo mondiale.
| Pos | Squadra          |
| --- | ---------------- |
|     | Unione Sovietica |
|     | Svezia           |
|     | Cecoslovacchia   |
| 4   | Finlandia        |

## Campionato mondiale Gruppo B
Il Campionato mondiale di Gruppo B si disputò a Lubiana, in Jugoslavia, dal 28 febbraio al 9 marzo 1969.
| Lubiana 28 febbraio 1969 | Polonia | 4 – 2 (0-1; 2-0; 2-1) | Romania |  |

| Lubiana 28 febbraio 1969 | Germania Est | 11 – 1 (2-0; 4-1; 5-0) | Italia |  |

| Lubiana 28 febbraio 1969 | Norvegia | 3 – 3 (2-0; 1-2; 0-1) | Austria |  |

| Lubiana 28 febbraio 1969 | Jugoslavia | 4 – 1 (1-1; 2-0; 1-0) | Germania Ovest |  |

| Lubiana 1º marzo 1969 | Germania Est | 13 – 4 (4-1; 5-2; 4-3) | Norvegia |  |

| Lubiana 1º marzo 1969 | Germania Ovest | 6 – 2 (2-2; 2-0; 2-0) | Romania |  |

| Lubiana 2 marzo 1969 | Jugoslavia | 2 – 1 (0-0; 2-0; 0-1) | Italia |  |

| Lubiana 2 marzo 1969 | Polonia | 9 – 1 (2-0; 3-0; 4-1) | Austria |  |

| Lubiana 3 marzo 1969 | Germania Est | 11 – 2 (2-1; 4-1; 5-0) | Romania |  |

| Lubiana 3 marzo 1969 | Germania Ovest | 5 – 0 (0-0; 1-0; 4-0) | Norvegia |  |

| Lubiana 3 marzo 1969 | Polonia | 5 – 2 (0-0; 2-1; 3-1) | Italia |  |

| Lubiana 3 marzo 1969 | Jugoslavia | 2 – 1 (0-0; 1-0; 1-1) | Austria |  |

| Lubiana 4 marzo 1969 | Norvegia | 5 – 4 (2-1; 3-1; 0-2) | Romania |  |

| Lubiana 4 marzo 1969 | Germania Est | 6 – 1 (1-0; 0-1; 5-0) | Germania Ovest |  |

| Lubiana 5 marzo 1969 | Austria | 3 – 1 (0-0; 2-0; 1-1) | Italia |  |

| Lubiana 5 marzo 1969 | Jugoslavia | 1 – 4 (1-2; 0-0; 0-2) | Polonia |  |

| Lubiana 6 marzo 1969 | Germania Est | 11 – 3 (1-1; 7-1; 3-1) | Austria |  |

| Lubiana 6 marzo 1969 | Norvegia | 5 – 1 (4-0; 1-1; 0-0) | Polonia |  |

| Lubiana 6 marzo 1969 | Germania Ovest | 5 – 1 (2-0; 1-1; 2-0) | Italia |  |

| Lubiana 6 marzo 1969 | Jugoslavia | 4 – 4 (0-1; 3-3; 1-0) | Romania |  |

| Lubiana 8 marzo 1969 | Jugoslavia | 3 – 3 (0-2; 2-0; 1-1) | Norvegia |  |

| Lubiana 8 marzo 1969 | Germania Ovest | 8 – 0 (2-0; 2-0; 4-0) | Austria |  |

| Lubiana 8 marzo 1969 | Romania | 5 – 2 (0-1; 0-0; 5-1) | Italia |  |

| Lubiana 8 marzo 1969 | Germania Est | 4 – 1 (2-1; 1-0; 1-0) | Polonia |  |

| Lubiana 9 marzo 1969 | Norvegia | 10 – 2 (6-0; 3-2; 1-0) | Italia |  |

| Lubiana 9 marzo 1969 | Polonia | 3 – 2 (1-0; 1-1; 1-1) | Germania Ovest |  |

| Lubiana 9 marzo 1969 | Romania | 5 – 4 (0-1; 2-3; 3-0) | Austria |  |

| Lubiana 9 marzo 1969 | Jugoslavia | 1 – 6 (0-1; 0-4; 1-1) | Germania Est |  |

| Pos. |                | PG | V | N | P | GF | GS | DR  | Pt |
| 1.   | Germania Est   | 7  | 7 | 0 | 0 | 62 | 13 | +49 | 14 |
| 2.   | Polonia        | 7  | 6 | 0 | 1 | 31 | 13 | +18 | 12 |
| 3.   | Jugoslavia     | 7  | 3 | 2 | 2 | 17 | 20 | -3  | 8  |
| 4.   | Germania Ovest | 7  | 4 | 0 | 3 | 28 | 16 | +12 | 8  |
| 5.   | Norvegia       | 7  | 2 | 2 | 3 | 26 | 35 | -9  | 6  |
| 6.   | Romania        | 7  | 2 | 1 | 4 | 24 | 36 | -12 | 5  |
| 7.   | Austria        | 7  | 1 | 1 | 5 | 15 | 39 | -24 | 3  |
| 8.   | Italia         | 7  | 0 | 0 | 7 | 10 | 41 | -31 | 0  |

| Promossa nel Gruppo A:   | Germania Est   |
| Retrocesse nel Gruppo C: | Austria Italia |

## Campionato mondiale Gruppo C
Il Campionato mondiale di Gruppo C si disputò a Skopje, in Jugoslavia, dal 24 febbraio al 2 marzo 1969.
| Skopje 24 febbraio 1969 | Bulgaria | 4 – 3 (1-0; 2-2; 2-1) | Giappone |  |

| Skopje 24 febbraio 1969 | Svizzera | 11 – 1 (3-0; 4-0; 4-1) | Ungheria |  |

| Skopje 24 febbraio 1969 | Paesi Bassi | 4 – 3 (2-0; 0-2; 2-1) | Danimarca |  |

| Skopje 25 febbraio 1969 | Svizzera | 8 – 0 (2-0; 3-0; 3-0) | Paesi Bassi |  |

| Skopje 26 febbraio 1969 | Bulgaria | 3 – 5 (1-2; 2-2; 0-1) | Ungheria |  |

| Skopje 26 febbraio 1969 | Giappone | 11 – 1 (1-1; 5-0; 5-0) | Danimarca |  |

| Skopje 27 febbraio 1969 | Paesi Bassi | 7 – 5 (2-2; 4-2; 1-2) | Bulgaria |  |

| Skopje 27 febbraio 1969 | Ungheria | 3 – 6 (1-0; 1-4; 1-2) | Giappone |  |

| Skopje 27 febbraio 1969 | Danimarca | 0 – 9 (0-3; 0-5; 0-1) | Svizzera |  |

| Skopje 28 febbraio 1969 | Giappone | 11 – 0 (2-0; 3-0; 3-0) | Paesi Bassi |  |

| Skopje 1º marzo 1969 | Ungheria | 4 – 1 (1-0; 1-1; 2-0) | Danimarca |  |

| Skopje 1º marzo 1969 | Svizzera | 11 – 3 (5-0; 3-3; 3-0) | Bulgaria |  |

| Skopje 2 marzo 1969 | Bulgaria | 4 – 2 (1-1; 3-1; 0-0) | Danimarca |  |

| Skopje 2 marzo 1969 | Ungheria | 13 – 1 (5-0; 3-0; 5-1) | Paesi Bassi |  |

| Skopje 2 marzo 1969 | Giappone | 5 – 2 (3-0; 1-2; 1-0) | Svizzera |  |

| Pos. |             | PG | V | N | P | GF | GS | DR  | Pt |
| 1.   | Giappone    | 5  | 4 | 0 | 1 | 36 | 10 | +26 | 8  |
| 2.   | Svizzera    | 5  | 4 | 0 | 1 | 41 | 9  | +32 | 8  |
| 3.   | Ungheria    | 5  | 3 | 0 | 2 | 26 | 22 | +2  | 6  |
| 4.   | Paesi Bassi | 5  | 2 | 0 | 3 | 12 | 40 | -28 | 4  |
| 5.   | Bulgaria    | 5  | 2 | 0 | 3 | 19 | 29 | -9  | 4  |
| 6.   | Danimarca   | 5  | 0 | 0 | 5 | 7  | 32 | -25 | 0  |

| Promosse nel Gruppo B:   | Giappone Svizzera |
| Retrocesse dal Gruppo B: | Austria Italia    |